# Ku (kana)

Ku w hiraganie

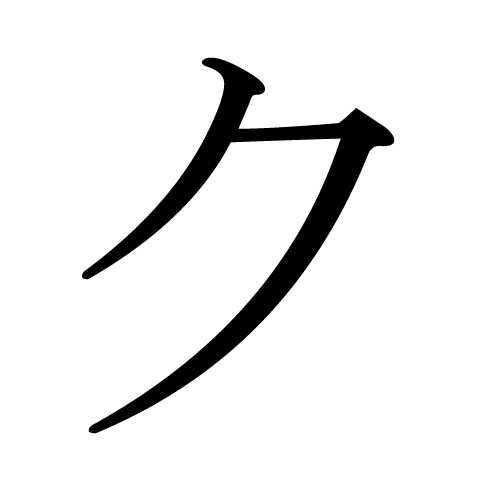
Ku w katakanie

Gu w hiraganie

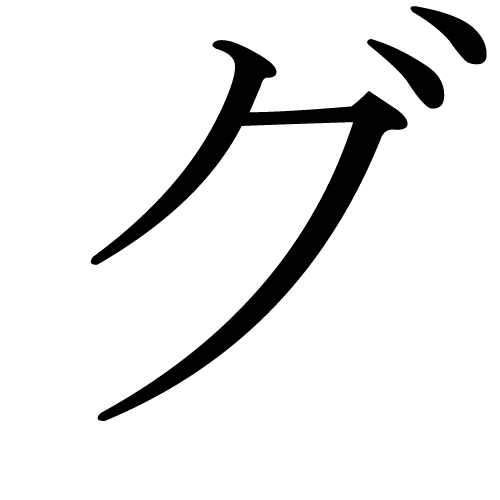
Gu w katakanie

Ku – ósmy znak japońskich sylabariuszy hiragana (く) i katakana (ク). Reprezentuje on sylabę ku. Pochodzi bezpośrednio od uproszczonej wersji znaku kanji 久. Po dodaniu dakuten w obydwu wersjach znaku (ぐ i グ) reprezentuje on sylabę gu.
W zapisie języka Ajnów stosuje się pomniejszony znak katakany sylaby Ku (ㇰ), który oznacza dźwięk k bez samogłoski.